# Lentithecium aquaticum
Lentithecium aquaticum är en svampart som beskrevs av Yin. Zhang, J. Fourn. & K.D. Hyde 2009. Lentithecium aquaticum ingår i släktet Lentithecium, ordningen Pleosporales, klassen Dothideomycetes, divisionen sporsäcksvampar och riket svampar.   Inga underarter finns listade i Catalogue of Life.